# Cophixalus pakayakulangun
Cophixalus pakayakulangun é uma espécie de anfíbio anuro da família Microhylidae. Está presente na Austrália. A UICN classificou-a como pouco preocupante.